# Stellenäquivalenz
Stellenäquivalenz ist ein Begriff aus der Ökologie. Sie liegt dann vor, wenn zwei Organismenarten in verschiedenen – geographisch getrennten – Ökosystemen die gleiche ökologische Nische einnehmen, ohne miteinander verwandt zu sein. Man spricht dann auch von äquivalenten ökologischen Nischen. Die betreffenden Organismenarten können dann Konvergenz zeigen, d. h., sie besitzen eine mehr oder weniger starke strukturelle, physiologische oder verhaltensmäßige Ähnlichkeit, obwohl sie sich unabhängig voneinander entwickelt haben.

## Beispiele
- Eselhase (Nordamerika), Wüstenspringmaus (Asien), Springhase (Afrika), Känguru (Australien) als springende Pflanzenfresser
- Kojote (Nordamerika), Mähnenwolf (Südamerika), Pallaskatze (Asien), Löwe und Gepard (Afrika), Beutelwolf (Australien) als Raubtiere
- Nektarvögel (Afrika), Honigfresser (Australien), Kolibri (Amerika) als Nektar trinkende Vögel
- Lummen und Alkenvögel (nördliche Meere) sowie Pinguine (südliche Meere)
- Wolfsmilchgewächse und Schwalbenwurzgewächse (Afrika) sowie Kakteen (Amerika) als Stammsukkulenten